# Typy osobních vozů UIC
Typy osobních vozů UIC definují jak by měly po technické stránce oddílové vozy členských železničních společností UIC vypadat. První dva typy, UIC-X a UIC-Y byly schváleny v roce 1961. K nim byl v roce 1976 přidán typ UIC-Z. V České republice se používají typy UIC-Y a UIC-Z

## UIC-X
Jeden ze dvou typů UIC schválených v roce 1961. Používal se zejména v západní Evropě. Vozy UIC-X vycházejí z německých rychlíkových vozů, které byly vyráběny od 50. let. Vozy tohoto typu se přestaly vyrábět po roce 1976, kdy byly nahrazeny vozy typu UIC-Z.

## UIC-Y
Druhý z typů UIC schválených v roce 1961, je používán zejména ve státech RVHP. Původně byly používány i na území Francie a Itálie. Vozy vycházejí z rychlíkových francouzských vozů. Vozy UIC-Y se přestaly vyrábět v polovině 80. let 20. století poté, co i země východní Evropy přešly na typ UIC-Z.

## UIC-Z
Komfortnější verze UIC-X, která byla schválena v roce 1976. Vychází z německých vozů určených pro vlaky Trans Europ Express, které byly vyráběny od roku 1972. První vozy typu UIC-Z byly vyrobeny v roce 1977. Existují dvě verze, které se označují jako UIC-Z1 a UIC-Z2. UIC-Z1 jsou klimatizované a mají konstrukční rychlost 200 km/h, starší UIC-Z2 jsou neklimatizované a jejich konstrukční rychlost je jen 160 km/h. Kromě klasického typu UIC-Z existuje i tzv. ekonomická verze UIC-ZE, která ale není příliš používaná. I ta se dělí na podtypy UIC-ZE1 a UIC-ZE2. Vozy UIC-Z jsou vyráběny dodnes.

## Srovnání
Tabulka udává srovnání typů UIC vozů. Existují i vozy, které se od uvedených norem odlišují počtem oddílů nebo počtem míst v oddíle, ale ty většinou nejsou definovány v normách UIC. U kombinovaných vozů první a druhé třídy jsou data vztahující se k první třídě uvedeny vždy první.
|                                       |                                       |                                       | UIC-X  | UIC-Y  | UIC-Z  | UIC-ZE |
| ------------------------------------- | ------------------------------------- | ------------------------------------- | ------ | ------ | ------ | ------ |
| Délka vozu přes nárazníky [mm]        | Délka vozu přes nárazníky [mm]        | Délka vozu přes nárazníky [mm]        | 26 400 | 24 500 | 26 400 | 26 400 |
| Délka skříně [mm]                     | Délka skříně [mm]                     | Délka skříně [mm]                     | 26 100 | 24 200 | 26 100 | 26 100 |
| Šířka vozu [mm]                       | Šířka vozu [mm]                       | Šířka vozu [mm]                       | 2 825  | 2 882  | 2 825  | 2 825  |
| Výška vozu nad temenem kolejnice [mm] | Výška vozu nad temenem kolejnice [mm] | Výška vozu nad temenem kolejnice [mm] | 4 050  | 4 232  | 4 050  | 4 050  |
| Vozy k sezení                         | 1. třídy                              | počet oddílů                          | 10     | 9      | 9      | 10     |
| Vozy k sezení                         | 1. třídy                              | míst v oddíle                         | 6      | 6      | 6      | 6      |
| Vozy k sezení                         | 1. třídy                              | celkem míst                           | 60     | 54     | 54     | 60     |
| Vozy k sezení                         | 1. a 2. třídy                         | počet oddílů                          | 5 + 6  | 4 + 5  | 4 + 6  | 4 + 6  |
| Vozy k sezení                         | 1. a 2. třídy                         | míst v oddíle                         | 6 / 6  | 6 / 8  | 6 / 6  | 6 / 8  |
| Vozy k sezení                         | 1. a 2. třídy                         | celkem míst                           | 66     | 64     | 60     | 72     |
| Vozy k sezení                         | 2. třídy                              | počet oddílů                          | 12     | 10     | 11     | 11     |
| Vozy k sezení                         | 2. třídy                              | míst v oddíle                         | 6      | 8      | 6      | 8      |
| Vozy k sezení                         | 2. třídy                              | celkem míst                           | 72     | 80     | 66     | 88     |
| Lehátkové vozy                        | 1. třídy                              | počet oddílů                          |        | 8      | 10     |        |
| Lehátkové vozy                        | 1. třídy                              | míst v oddíle                         |        | 4      | 4      |        |
| Lehátkové vozy                        | 1. třídy                              | celkem míst                           |        | 32     | 40     |        |
| Lehátkové vozy                        | 1. a 2. třídy                         | počet oddílů                          |        | 4 + 4  | 4 + 6  |        |
| Lehátkové vozy                        | 1. a 2. třídy                         | míst v oddíle                         |        | 4 / 6  | 4 / 6  |        |
| Lehátkové vozy                        | 1. a 2. třídy                         | celkem míst                           |        | 40     | 52     |        |
| Lehátkové vozy                        | 2. třídy                              | počet oddílů                          |        | 9      | 10     |        |
| Lehátkové vozy                        | 2. třídy                              | míst v oddíle                         |        | 6      | 6      |        |
| Lehátkové vozy                        | 2. třídy                              | celkem míst                           |        | 54     | 60     |        |
| Lůžkové vozy                          | Lůžkové vozy                          | počet oddílů                          |        | 10     | 11     |        |
| Lůžkové vozy                          | Lůžkové vozy                          | míst v oddíle                         |        | 3      | 3      |        |
| Lůžkové vozy                          | Lůžkové vozy                          | celkem míst                           |        | 30     | 33     |        |